# Albert Lindhagen
Pour les articles homonymes, voir Lindhagen.
Albert Lindhagen, né le 25 juillet 1823 et mort le 21 octobre 1887, est un avocat et homme politique suédois. Il est l'un des architectes de la transformation de la ville de Stockholm, capitale de la Suède, à la fin du XIXe siècle. Il est le frère de Georg Lindhagen, et le père de Carl Lindhagen, Arthur Lindhagen et Anna Lindhagen.

## Biographie
Auteur d'un projet de transformation de Stockholm portant son nom, le plan Lindhagen (sv), inspiré des travaux du français Georges Eugène Haussmann pour la ville de Paris, il consacre son action, de 1864 à sa mort, à la transformation de la vieille ville de Stockholm en une ville d'envergure, cadrillées de boulevards et de grandes avenues rectilignes.